# Landeh
Landeh (farsi لنده) è una città dello shahrestān di Landeh, circoscrizione Centrale, nella provincia di Kohgiluyeh e Buyer Ahmad. Aveva, nel 2006, una popolazione di 10.540 abitanti.